# Powiat mościski
Powiat mościski – powiat województwa lwowskiego II Rzeczypospolitej. Jego siedzibą było miasto Mościska. 1 sierpnia 1934 r. dokonano nowego podziału powiatu na gminy wiejskie.
Po wojnie powiat wszedł w skład ZSRR, oprócz zachodniej części gminy Małnów z Kalnikowem i częścią Starzawy, która pozostała w Polsce.

## Starostowie
- Michał Sienkiewicz (1930-1933)[2][3][4][5][6]
- Jan Pomiankowski (1933-1936)[7])[8]
- Eugeniusz Doboszyński (1936-)[9][10]

Zastępcy
- Kazimierz Wiąckowski (1928-1929)[11][12]
- Stanisław Moszczeński (1929-)[13]

## Gminy wiejskie w 1934
- gmina Mościska
- gmina Hussaków
- gmina Małnów
- gmina Pnikut
- gmina Sądowa Wisznia
- gmina Dydiatycze
- gmina Twierdza

## Miasta
- Mościska
- Sądowa Wisznia